# Мордва в Казахстане

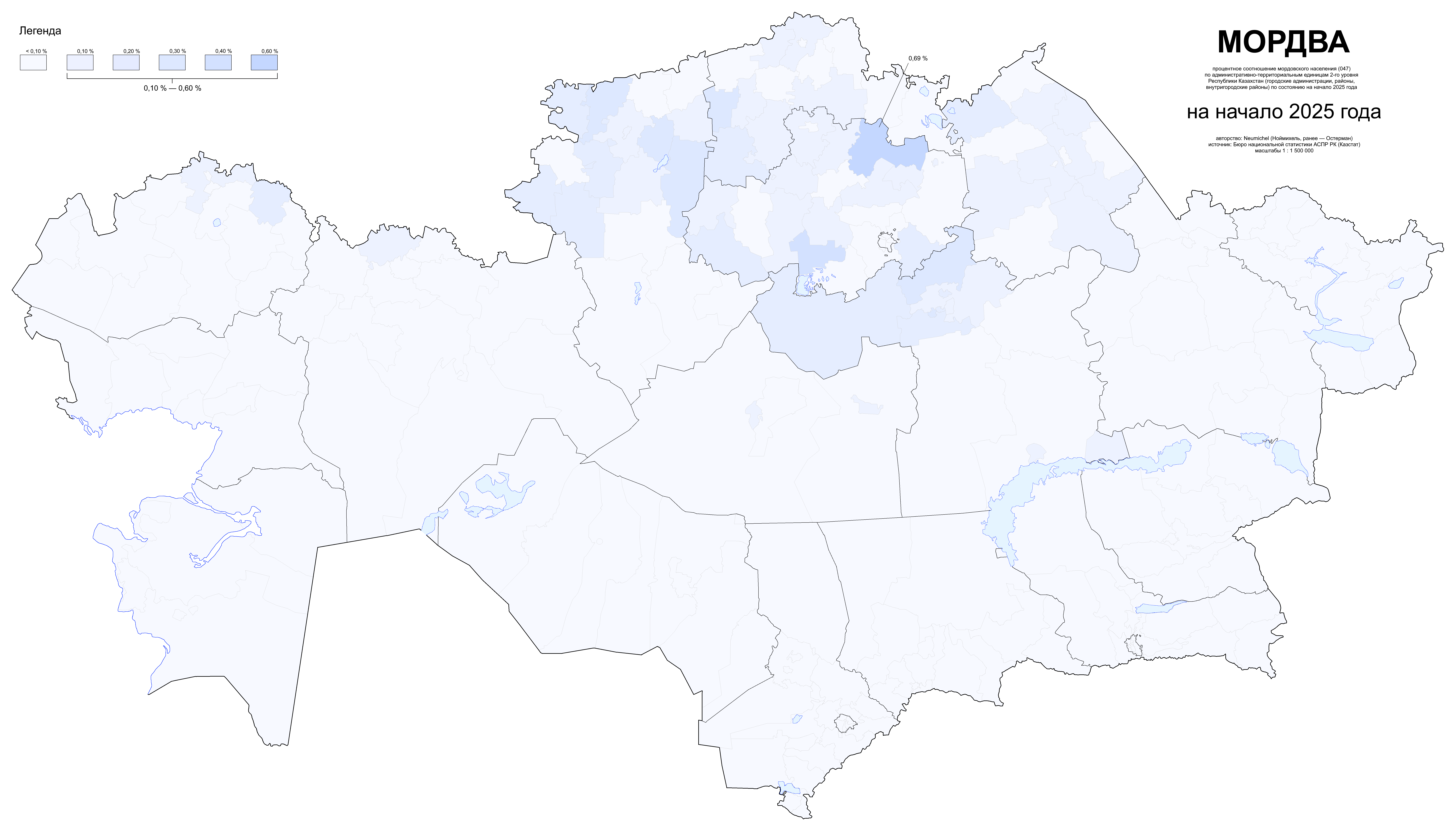
Расселение мордвы в Казахстане по административно-территориальным единицам 2-го уровня, оценка на начало 2025 г.

Мордва́ в Казахста́не (каз. Қазақстандағы мордвалар) — самое многочисленное этническое меньшинство финно-угорской языковой группы. Согласно результатам переписи 2009 года, на территории Казахстана было зафиксировано 8 013 мордвы образующие 0,05 % населения страны; а по переписи 1999 года — 16 147 мордвы, или 0,11 % населения страны. Уменьшение численности мордвы многие исследователи связывают с процессами депопуляции, ассимиляции и миграции. Основное место расселения мордвы — Северный Казахстан. В большинстве — православные. Говорят на мордовских языках.
Массовое появление первых мордвы и последующее образование мордовской общины на территории нынешнего Казахстана — напрямую обусловлено с деятельностью руководства Российской империи в отношении своих будущих среднеазиатских владений и имело прежде всего механический характер. На тот момент, мордва, являясь как сильной интегрированной этнической группой в российском обществе, непосредственно принимала участие в сферах жизнедеятельности российского государства, соответственно расширяя зону собственного расселения. Следующим этапом в развитии отношений между мордвой и казахами — стала переселенческая политика Российской империи конца XIX — начала XX вв., когда тысячи мордовских семей переселялись в казахские просторы. Переход на новый этап взаимоотношений произошёл во время СССР, когда мордва участвовала в построении промышленности и социально-экономических условий в обделенной значимою ролью Казахской ССР. Несмотря на тенденцию ассимиляции и убыли в независимом Казахстане, руководством страны под эгидой «полиэтнической» политики производятся работы по сохранению культуры, языка, традиций не только мордвы, но и финно-угров.
В нынешнее время, мордве Казахстана весьма соответствуют демографические показатели европейского населения страны, характеризующиеся, — русскоязычным населением, низкой рождаемостью, высокой смертностью, убылью населения с помощью миграции и местом стабильного расселения.

## История

### Российская империя

#### Переселение в 1849—1851 гг.
Со второй четверти XIX в., сибирскими казаками начинается активная политика колонизации казахской степи, путём образования казачьих поселений на территории Среднего жуза (принявший российское подданство ещё в 1740 году). Параллельно с этим, в 1822 году принимается законодательный акт «Устав о сибирских киргизах» разработанного М. М. Сперанским, — упразднивший ханскую власть и вводивший новую систему управления на обширной степи. Тем самым, на казаков была возложена также «административно-территориальная обязанность». В конечном счёте, численный состав Сибирского линейного казачьего войска не соответствовал его крайне тяжёлой службе, что образовывалась крайняя нехватка людей. Увеличение численности было достигнуто утверждением 5 декабря 1846 г. нового положения о Сибирском войске, согласно которому, к составу войска для укрепления было присоединено 42 крестьянских селения прилежащих уездов с населением в 5 380 человек. Однако, П. Д. Горчаков, — генерал-губернатор Западной Сибири и командир отдельного Сибирского корпуса, несмотря на созданный в середине 1840-х годов из части казаков Пресногорьковской линии «залинейный полк», а также выселенных в 1848—1850 гг. в степь почти всех казаков 9-го полка Кузнецкой линии, считал, что русского населения было недостаточно, и в связи чем, по его собственной инициативе были начаты процессы по переселению крестьян из внутренних губерний Российской империи в предназначенные для селения участки. Так, в периоде 1849—1851 гг., из граничащих с Сибирью губерний были переселены 3 600 государственных крестьян, — среди которых собственно имелась мордва.

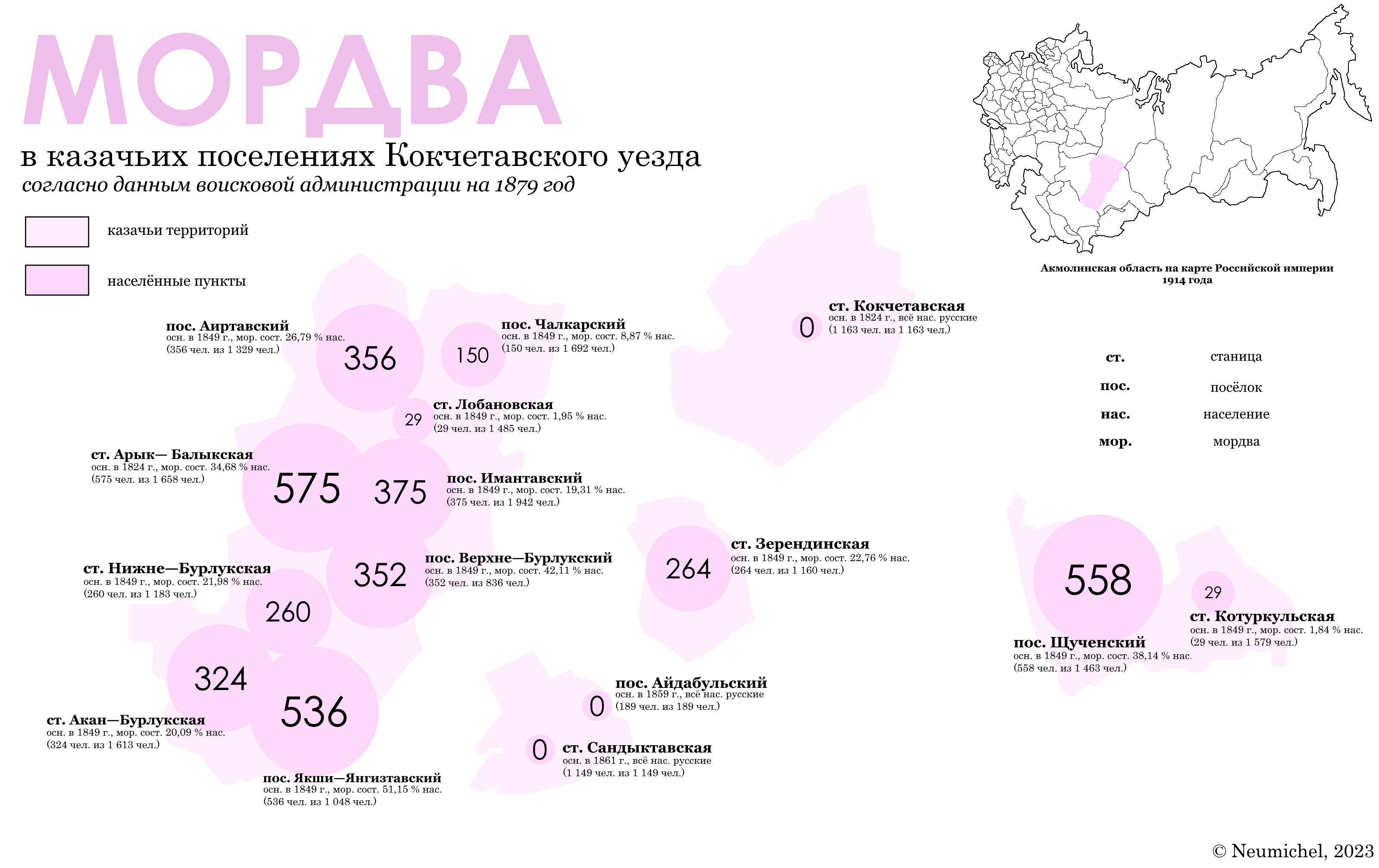
Расселение мордвы в казачьих поселениях Кокчетавского уезда по данным войсковой администрации на 1879 г.

Мордвины-переселенцы были выходцами из Мезелинского, Бугульминского округов Оренбургской губернии и Хвалынского, Новоузенского, Балашевского, Кузнецкого уездов Саратовской губернии. Переселенцы расселились на участки, где основали казачьи поселения, которые позже вошли в состав 1-го военного отдела войска. Заметная доля мордвы наблюдалась именно в данных селениях, составляя тем самым большинство или же значительное меньшинство. Так, из 15 казачьих поселений в 1879 году, наибольшая доля мордвы приходилась на посёлки Якши-Янгизтавский (51,15 %), Верхне-Бурлукский (42,10 %), Щучинский (38,15 %), в других 9 поселениях, мордва составляла 8—34 %, в 3 — вовсе отсутствовала.
| Расселение мордвы по казачьим поселениям на таблице | Расселение мордвы по казачьим поселениям на таблице | Расселение мордвы по казачьим поселениям на таблице | Расселение мордвы по казачьим поселениям на таблице |
| Казачьи поселения                                   | Численность населения в чел.                        | Численность мордвы в чел.                           | в %                                                 |
| --------------------------------------------------- | --------------------------------------------------- | --------------------------------------------------- | --------------------------------------------------- |
| станица Акан—Бурлукская                             | 1 613                                               | 324                                                 | 20,09                                               |
| станица Арык—Балыкская                              | 1 658                                               | 575                                                 | 34,69                                               |
| станица Зерендинская                                | 1 160                                               | 264                                                 | 22,76                                               |
| станица Котуркульская                               | 1 579                                               | 29                                                  | 1,84                                                |
| станица Лобановская                                 | 1 485                                               | 29                                                  | 1,96                                                |
| станица Нижне—Бурлукская                            | 1 183                                               | 260                                                 | 21,98                                               |
| посёлок Аиртавский                                  | 1 329                                               | 356                                                 | 26,79                                               |
| посёлок Верхне—Бурлукский                           | 836                                                 | 352                                                 | 42,10                                               |
| посёлок Имантавский                                 | 1 942                                               | 375                                                 | 19,30                                               |
| посёлок Чалкарский                                  | 1 692                                               | 150                                                 | 8,88                                                |
| посёлок Щучинский                                   | 1 463                                               | 558                                                 | 38,15                                               |
| посёлок Якши—Янгизставский                          | 1 048                                               | 536                                                 | 51,15                                               |
| Всего                                               | 19 489                                              | 3 808                                               | 19,54                                               |

Социальные изменения конца XIX века внутри мордовской общины фиксирует в своих записках русский генерал-лейтенант, историк-краевед Георгий Ефремович Катанаев. Так, Катанаевым отмечено элементы анимизма у некоторых мордвы определённых селений:
...памятны многим из пожилых мордвин первые времена их прихода сюда, когда в праздничные дни они выходили для моления на открытые места к большим деревьям, где закалывались куры, убивались бараны и другие животные, а шкуры их развешивались на сучья, служили как бы предметом поклонения и жертвоприношения. Памятно время, когда после похорон все участвовавшие в проводах родственники и знакомые по приходе домой прыгали через огни, угли, костры, разложенные на дворах…
Отмечены и сдвиги в этнической составляющей мордвы проявляемые в виде ассимиляционных процессов со стороны более крупных в численности русских: относительное двуязычие было вытеснено абсолютной русскоязычной средой. Данное обстоятельство наблюдалось также в общинах где мордва составляла большинство:
...почти все щученские мордвины благодаря тому, что поселились все совокупно большим поселением почти без всякой примеси других народностей… язык свой не забыли; мало того: почти все без исключения семьи первоначально начинали учить ребят говорить и думать по-мордовски; затем, когда ребята … подрастают, они мало-помалу начинали изучать русский язык; в некоторых семьях изучение русского языка идет параллельно мордовскому; окончательное усвоение русского языка до исчезновения всякого акцента в выговоре происходит в школе и на службе в полку… Даже те из мордвин, которые непременно думают про себя на родном языке, говорят между собой чаще всего на русском языке или мешают тот и другой, с одинаковою почти чистотою в выговоре… Большинство женщин, особенно молодых, также говорят больше по-русски.

#### Переселение крестьян
Помимо собственно «военно-казачьей» колонизации, мордва впоследствии принимала участие также в «крестьянской», ставшая активной во второй четверти XIX века и достигшей пика в начале XX века. Отмена крепостного права в 1861 году создала необходимые условия для развития рыночных отношений в экономике страны, однако в силу половинчатого характера этой реформы, юридическое освобождение крестьян из-под власти помещиков-крепостников не сняло остроты социально-экономических противоречий в южных и центральночерноземных регионах России. В условиях крестьянских волнений, большое значение для российского самодержавия приобрело планомерное переселение крестьян на восточные окраины империи, — решавшее нарастающие аграрные вопросы в центре страны и создававшее в лице крестьян опору правительства на новоприсоединенных землях. Переселение сопровождалось с соответствующими законами государства, что значительно стимулировали миграционные настроения, а проведение Транссибирской железной дороги создало необходимую материальную инфраструктуру для перебросов переселенцев в крупном объёме.
Крестьяне, переселившиеся в период 1870—1896 годов происходили в основном из Европейской России, где 47,77 % из них переселились из центрально-земледельческих, малороссийских и средневолжских земель, ещё 35,46 % — из новороссийских, нижневолжских и восточных земель. Переселенцы в большинстве селились на севере нынешнего Казахстана. Наращивание этнокультурных связей Поволжья с Казахстаном происходившие с момента его присоединения, а также из-за географической близости двух регионов, — в конечном счёте определило пёстрое полиэтническое население Казахского края, где определённую роль имела также мордва. В целом, за данный период (1870—1896) на территории Казахстана сформировались несколько общин мордвин, самой значительной по численности которой являлась Акмолинская — 8 546 человек, указавших мордовский язык как «родной» по переписи 1897 года; затем, следовала Тургайская — 2 132 человек.
Путём соотнесения данных войсковой администрации 1879 года и переписи 1897 года, можно условно выявить, что за 18 лет численность мордвы на территории нынешнего Казахстана увеличилась на 8 216 чел. (215,76 %), достигнув в 1897 году 12 024 чел. В самой Средней Азии по переписи было зафиксировано — 13 080 мордвы. То есть, на территорию Казахстана приходилось 91,93 % «среднеазиатских мордвин», которые образовывали 1,17 % населения мордвы целом в Российской империи (1 023 841 чел). В 1879 году, близ станицы Щучинской, переселенцами мордовцами было основано Дорофеевское поселение, где согласно Справочной книге Омской епархии, прихожанами селения являлись старожилы.
Разразившиеся в европейской части России аграрный кризис на рубеже XIX—XX вв. сподвигло царское самодержавие обратить переселенческую политику во всеобъемлющее движение. Основные положения нового курса переселенческой политики были зафиксированы в Столыпинских аграрных реформах, провозгласившие право крестьян на закрепление в собственность их надельных земель. Острая ситуация в центральных регионах России, особенно в тогдашней Мордовии — послужила массовому переселению на территорию нынешнего Казахстана. В данных условиях, к 1911 году на территории Казахстана сложилось несколько крупных европейских диаспор, среди которых наиболее многочисленными были русские, украинцы, татары, немцы, и, собственно, мордва — численность которой равнялась около к 24,6 тыс. человекам. В числе районов миграции мордвы основное место принадлежало Кокчетавскому и Петропавловскому уездам Акмолинской области, на территории которых её удельный вес составил к 1917 году — 5,1 % и около 1 % соответственно. Приток мордвы в другие районы Казахстана был невелик. Одновременно, мордва подвергалась сильным ассимиляционным процессам, в силу исторического смешанного мордовско-русского расселения и дисперсного, малочисленного расселения самой мордвы.

### Гражданская война

#### Голод в Поволжье (1921—1922)
Голод в Поволжье на заре Гражданской войны — существенно повлиял на демографические процессы Поволжья и Казахстана. Основные направления изменений заключались в факторе миграции. В результате голода, численность мордвы в пределах коренного региона расселения возросла на 31 %, а в Заволжье — всего на 4,5 %; но при этом численность мордовского населения Сибири увеличилась с 50 тыс. чел. в 1920 году до 116,6 тыс. чел. в 1926 году. Тем самым свидетельствуется активное участие мордвы в процессах миграции, кои наблюдались также в отношении Казахстана.
Несмотря на отсутствие полных данных переписи 1920 года, данные предоставляемые переписями 1897 и 1926 годов — фиксируют о внутреннем перемещении мордвы из западных областей Казахстана в восточные. Так, согласно переписи 1926 года из общей численности мордвы в Казахстане, всего 94 — населяли Уральскую губернию (примерно соответствует границам Уральской области 1897 года), тогда как в 1897 году на территории области было 797 чел. В других административно-территориальных единицах Казакской АССР, рост мордвы имелся, однако зависел от географического местоположения: в Актюбинской губернии рост составил 331 человек или 210,83 %; в Кустанайском округе (соответствует границам Кустанайского уезда) — рост составил 1 020 чел. или 51,62 %. Иная ситуация наблюдалась в губерниях, расположенных довольно далеко от Поволжья. Так, в Акмолинской губернии — численность мордвы увеличилась на 8 530 чел., или на 99,81 %, в Семипалатинской — на 4 398 чел. (1 121,94 %), в Сырдарьинской — на 274 чел. (175,64 %). По сравнению с численностью мордвы, даваемой Бекмахановой на 1911 год в 24,6 тыс. чел., разница с переписью 1926 года составила 9,70 % или 2 644 чел. в прирост.

### Советский период
После установления советской власти, Казахстан заимел «особую» роль в становлении Советского Союза из страны аграрной в индустриальную, со всеми вытекающими аспектами. Высокие темпы экономического развития требовали постоянного притока рабочей силы, — в связи с чем, были в обиходе механические процессы сопровождавшиеся переселениями, депортациями и т.д. Так, Постановления Совета Народных Комиссаров Мордовской АССР 1939—1940 годов фиксируют переселенческие планы из Мордовии в Сибирь и Казахстан. Всего, согласно Постановлениям ЦК ВКП(б) от 26 апреля и СНК от 4 июня 1940 года «О мероприятиях по обеспечению плана переселения в восточные районы Союза ССР» из Мордовской АССР только в Казахстан, Новосибирскую и Челябинскую области к переселению подвергалось — 4 130 семей. Мордва, переселявшиеся в Казахскую ССР, согласно Постановлению Совета Народных Комиссаров Мордовской АССР «Об изменении районов вселения для сельхозпереселенцев I кварт. 1940 года» от 9 февраля 1940 года — направлялись в Кустанайскую область (тем самым Кустанайская область заменила Восточно-Казахстанскую, Павлодарскую области). Соответственно плану в приложении № 1 к постановлению СНК МАССР от 1/VI – 40. № 772, — в сумме 560 семей из 6 районов МАССР, а именно — из Ельниковского, Зубово-Полянского, Кочкуровского, Лямбирского, Пурдошанского, Торбеевского районов, планировалось переселить в Орджоникидзевский, Узункульский, Убаганский, Фёдоровский районы Кустанайской области.
| План сельхозпереселения из Мордовской АССР во II и III кварталах 1940 года | План сельхозпереселения из Мордовской АССР во II и III кварталах 1940 года | План сельхозпереселения из Мордовской АССР во II и III кварталах 1940 года | План сельхозпереселения из Мордовской АССР во II и III кварталах 1940 года |
| Район выхода                                                               | Число переселяющихся семей                                                 | Район вселения                                                             |                                                                            |
| -------------------------------------------------------------------------- | -------------------------------------------------------------------------- | -------------------------------------------------------------------------- | -------------------------------------------------------------------------- |
| Кустанайская область                                                       |                                                                            |                                                                            |                                                                            |
| Ельниковский                                                               | 80                                                                         | Убаганский — 84                                                            |                                                                            |
| Зубово-Полянский                                                           | 100                                                                        | Орджоникидзевский (все)                                                    |                                                                            |
| Кочкуровский                                                               | 40                                                                         | Орджоникидзевский (все)                                                    |                                                                            |
| Лямбирский                                                                 | 120                                                                        | Узункульский (все)                                                         |                                                                            |
| Пурдошанский                                                               | 100                                                                        | Узункульский — 96                                                          |                                                                            |
| Торбеевский                                                                | 120                                                                        | Орджоникидзевский — 55, Фёдоровский — 65                                   |                                                                            |
| Всего                                                                      | 560                                                                        |                                                                            |                                                                            |

Однако, из-за плохой организации дела, переселение проводилось крайне проблематично и не соответствовало плану. Согласно докладной записке уполномоченного комиссии партийного контроля при ЦК ВКП(б) по Мордовской АССР Сизякова председателя этой комиссии, секретарю ЦК ВКП(б) Андрееву от 27 декабря 1940 года, — из запланированных 4 130 семей в восточные районы страны к 10 декабря 1940 года было переселено 1 576 (38,16 %). В октябре–декабре 1940 года в места переселения для ознакомления должны были поехать 3 000 глав семей, которые намечалось переселить в 1941 году, но поехали всего 212 (7,07 %). Из переселённых семей отмечался обратный эффект, так, например, из Шадымского сельсовета Ковылкинского района в Челябинскую область переселили 17 семей, 14 из которых в итоге вернулись. В Ичалковский район вернулись 12 семей, в Ромодановский — 28. В отношении Казахской ССР имелся фактор «приспособления», так, нередко мордва уезжала в более удовлетворительные районы, отвергая запланированное правительством для вселения место. В целом, в 1940 году из Мордовской АССР в Кустанайскую область были переселены 2 624 человек (составляет 25,43 % из общего числа переселённых в восточные районы СССР вообще). В этническом плане, из 2 624 человек — мордва — 1 708 чел., или 65,09 %.

#### Освоение целины
В послевоенный условиях, в СССР стал нарастать дефицит хлеба, перманентно выводя её на грань продовольственного кризиса. В целях самосохранения, новое руководство во главе Н. С. Хрущёва выбрало экстенсивную модель решения проблемы: смягчить продовольственный кризис предполагалось за счет резкого увеличения производства зерна. В этой связи был взят курс на распашку гигантских земельных массивов на востоке страны — освоение целины.
В 1954 году февральско-мартовский пленум ЦК КПСС принял постановление «О дальнейшем увеличении производства зерна в стране и об освоении целинных и залежных земель». Госпланом СССР было намечено распахать в Казахстане, Сибири, Поволжье, на Урале и в других районах страны не менее 43 млн. га целинных и залежных земель. Освоение сопровождалось миграционными процессами для основания материально-технической базы сельскохозяйственного производства, соответственно тем самым значительно отразив на этническую структуру тогдашнего Казахстана: всего на освоение целинных и залежных земель в Казахстан в периоде 1954—1962 годов прибыло около 2 млн. человек, в основном из европейской части СССР. С освоением целины также тесно связывается ощутимое увеличение численности не только мордвы, но и целом финно-угорских народов на территории Казахстана. Совхоз «Краснокутский» Куйбышевского района Павлодарской области был укомплектован в основном из числа молодежи Саранска. Из мордовцев Казахстана Государственной наградой «Герой Социалистического Труда» были награждены — Г. А. Бойнов, Г. Ф. Есин; А. С. Орлов, Ф. А. Орлов.
Переписью 1959 года на территории Казахской ССР было зафиксировано 25 499 мордвы, переписью 70 года — 34 129 мордвы, 79 года — 31 424, 89 года — 30 036. При этом, переписи свидетельствуют прирост численности городского населения мордвы на территории Казахской ССР: если в 1959 году в городах жило 13 757 мордвы (53,95 %) то в 1989 году — 20 915 чел. (69,63 %), тем самым рост между данными периодами составил 7 158 чел. (52,03 %). Однако, сельское население и общее число мордвы Казахстана с переписи 1970 года начало сокращаться.
Основной причиной снижения численности мордвы (не только в Казахской ССР, но и во всём СССР), — было ускорившееся развитие среди многих групп мордвы процессов этнической ассимиляции, выражавшейся в том, что такие группы, находясь в тесных повседневных контактах с численно преобладавшим русским населением, ориентируясь на его более развитую профессиональную культуру, а также на богатую русскоязычную литературу, почти полностью переходили на русский язык, а затем начинали считать себя «русскими» и по национальности, отражая это самосознание в переписях населения. Ассимиляционный очерк подогревал также процесс урбанизации мордвы: сравнительная малочисленность мордвы в городах, дисперсное расселение среди численно преобладавших русских (и шире русскоязычных) горожан, а также тем, что русский язык издавна стал основным языком городской жизни. Тем более, учитывая половую диспропорцию в городском населении мордвы, отсутствие языково-культурных учреждений для поддержания мордовских языков за пределами Мордовии, а также тем, что в отношении Казахской ССР, русский являлся языком лингва франка, то ассимиляционные процессы затронули мордву более широко, что соответственно и отразилось на наличное число мордвы по национальному признаку вообще.

### Независимый Казахстан
После провозглашения независимости Республики Казахстан, основополагающей причиной снижения численности мордвы явился миграционный отток. Тенденция сокращения численности прослеживается не только у мордвы, но и других европейских народов Казахстана. Данное деяние вызвано со стремлением представителей европейских диаспор занять более близкое ему «место» в обществе (зачастую в исторической родине), в силу общих историко-этнокультурных связей соответственно. Проведённая первая перепись населения независимого Казахстана в 1999 году, показала уменьшение численности мордвы на 13 891 чел., составив в 1999 году — 16 145 человек. Согласно переписи 2009 года, зафиксировано 8 013 мордвы, тем самым убыль по сравнению с переписью 1999 года составила 8 132 человек. При этом, фиксируется уменьшение численности мордвы в городах по соотношению общей численности мордвы в стране: так, если в 1999 году в городах жили всего 10 903 мордвы (67,53 %), то в 2009 году — 4 835 (60,34 %).
В целом, невзирая на малочисленность мордвы, производятся работы по поддержанию и сохранению культуры, традиции, языка мордвы и остальных финно-угров под эгидой «полиэтнической» политики Казахстана. 30 апреля 2015 года, в Павлодарской области был создан финно-угорский этнокультурный центр, в честь чего прошла презентация в Ассамблеи народов Казахстана Павлодарской области. Финно-угорский этнокультурный центр представляют более 100 человек 7-ми национальностей: венгры, коми-пермяки, марийцы, мордва, удмурты, финны, эстонцы. Финно-угорский ЭКО включает в себя два филиала — мордовский и удмуртский. В центре функционируют творческие коллективы и действуют Советы.
Казахстанско-мордовские отношения на государственном уровне — в основном ограничиваются взаимными коммерческими миссиями. Так, в 2022 году, делегация Мордовии организовала бизнес-миссию в Казахстане, а в июле 2021 года, центр поддержки экспорта Мордовии организовал первый за время пандемии визит в Саранск бизнес-миссии из Казахстана.

## Основные демографические показатели

### Динамика численности
По данным переписи 1897 года, — на территории Казахстана 12 024 человек указали родным языком — «мордовский», составляя собственно 0,30 % населения. Мордва превосходила по численности поляков и немцев, являясь 4-м крупным этносом среди европейских народов, и самим большим финно-угорским народом Казахстана. На «казахстанских мордвин» приходилось 1,17 % от общей численности мордвы в Российской империи. Для примера, у русских данный показатель равнялся к 1,06 процентам, у украинцев — 0,45 %, у татар — 1,61 %, у поляков — 0,15 %, у немцев — 0,50 %.
По переписи 1926 года, на территории Казакской АССР без учёта Кара-Калпакской АО — было зафиксировано 27 237 мордвы, которые составляли 0,44 % населения. Она занимала 8-е место среди 10-ти крупных этносов Казахстана, и образовывала 2,03 % населения мордвы от общей её численности в СССР. По сравнению с 1897 годом, она увеличилась на 15 213 человек или на 126,55 %. Перепись 1926 года по отношению Казахстана также включает в себя последствия крестьянской переселенческой политики, происходившая условно с 1897 до 1914 годов.
Численность мордвы в последующих переписях 1939 и 1959 годов разительно не отличаются. Примечателен рост в % от общей численности мордвы, связанное с уменьшением численности самой мордвы в СССР: если в 1939 году, в СССР было 1 456 330 мордвы, то в 1959 году — 1 285 116 мордвы. Данное обстоятельство в первую очередь объясняется ускорившимися процессами ассимиляции мордвы в русскую среду, собственно являясь первопричиной уменьшении численности мордвы вообще по национальному признаку.
В 1970 году мордва Казахстана увеличилась на 8 630 человек или на 33,84 %, составив 34 129 человек, — 0,27 % населения. На 0,72 % увеличился % от общей численности мордвы — 2,70 %. Столь резкое увеличение связывается с началом промышленной индустриализации и урбанизации Казахской ССР, требовавших большое число людей соответствующих к этому процессу.
С 1979 года фиксируется убыль мордвы. Так, в периоде 1979—2009 годов, численность мордвы уменьшилась на 26 116 человек, или на 76,52 %. Из 26 116, — 13 889 чел. (53,18 %) приходится на период между 1989—1999 годами. В независимом Казахстане, убыль мордвы объясняется миграцией в Россию, а также из-за низкого коэффициента рождаемости и высокой смертностью.
| Динамика численности мордвы по переписям | Динамика численности мордвы по переписям | Динамика численности мордвы по переписям | Динамика численности мордвы по переписям | Динамика численности мордвы по переписям | Динамика численности мордвы по переписям | Динамика численности мордвы по переписям |
| год                                      | общая численность                        | численность мордвы                       | %                                        | %                                        | прирост/убыль                            | в %                                      |
| ---------------------------------------- | ---------------------------------------- | ---------------------------------------- | ---------------------------------------- | ---------------------------------------- | ---------------------------------------- | ---------------------------------------- |
| 1897                                     | 4 033 491                                | 12 024                                   | 0,30 %                                   | 1,17 %                                   | —                                        | —                                        |
| 1926                                     | 6 196 356                                | 27 237                                   | 0,44 %                                   | 2,03 %                                   | 15 213                                   | 126,55 %                                 |
| 1939                                     | 6 151 102                                | 25 334                                   | 0,41 %                                   | 1,74 %                                   | -1 903                                   | 6,99 %                                   |
| 1959                                     | 9 309 847                                | 25 499                                   | 0,27 %                                   | 1,98 %                                   | 165                                      | 0,65 %                                   |
| 1970                                     | 12 848 573                               | 34 129                                   | 0,27 %                                   | 2,70 %                                   | 8 630                                    | 33,84 %                                  |
| 1979                                     | 14 684 283                               | 31 424                                   | 0,21 %                                   | 2,64 %                                   | -2 705                                   | 7,93 %                                   |
| 1989                                     | 16 464 464                               | 30 036                                   | 0,18 %                                   | 2,60 %                                   | -1 388                                   | 4,42 %                                   |
| 1999                                     | 14 953 126                               | 16 147                                   | 0,11 %                                   | 100,00 %                                 | -13 889                                  | 46,24 %                                  |
| 2009                                     | 16 009 597                               | 8 013                                    | 0,05 %                                   | 100,00 %                                 | -8 134                                   | 50,37 %                                  |

### Расселение

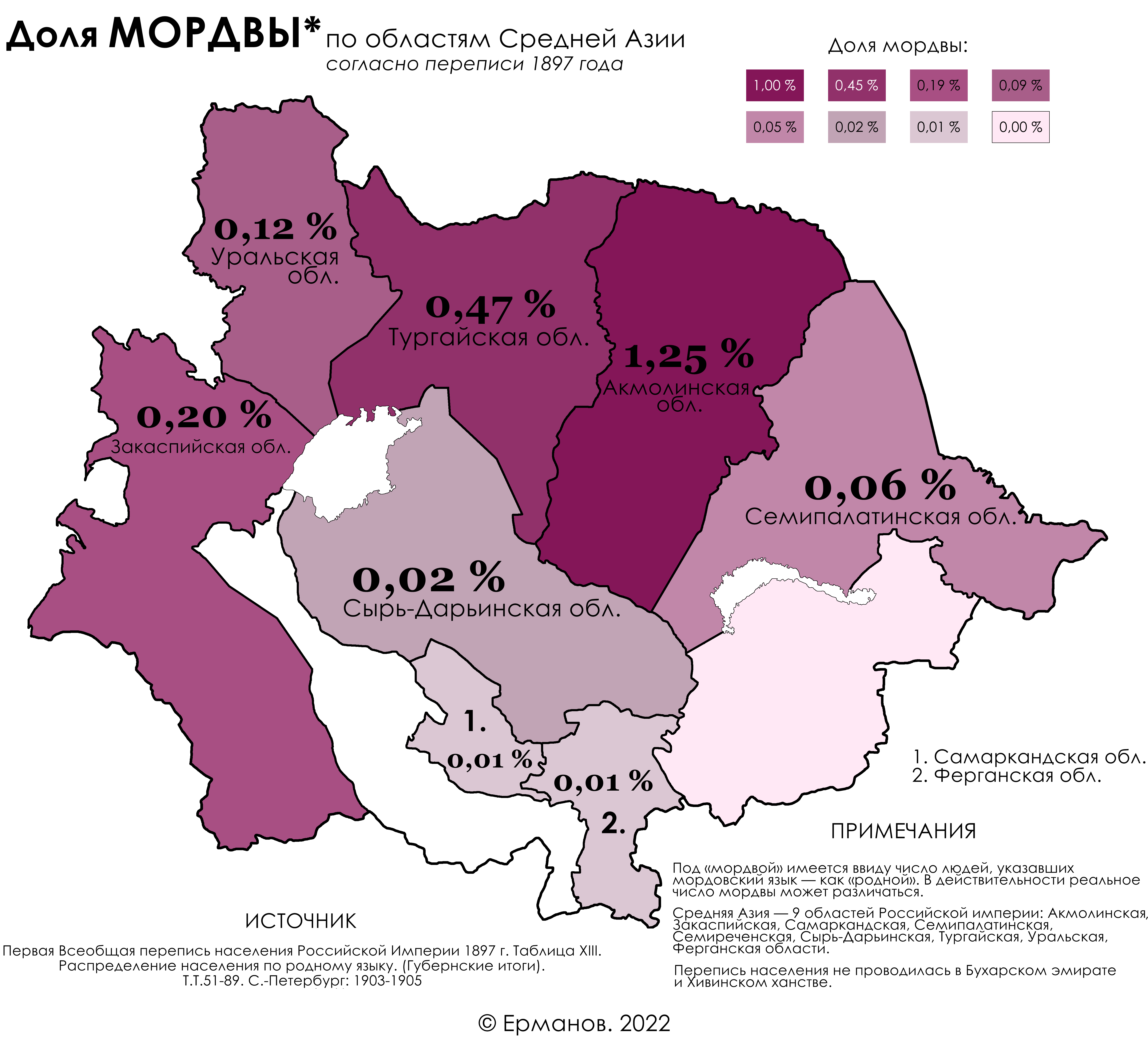
Удельный вес мордвы по областям Средней Азии согласно переписи 1897 года.
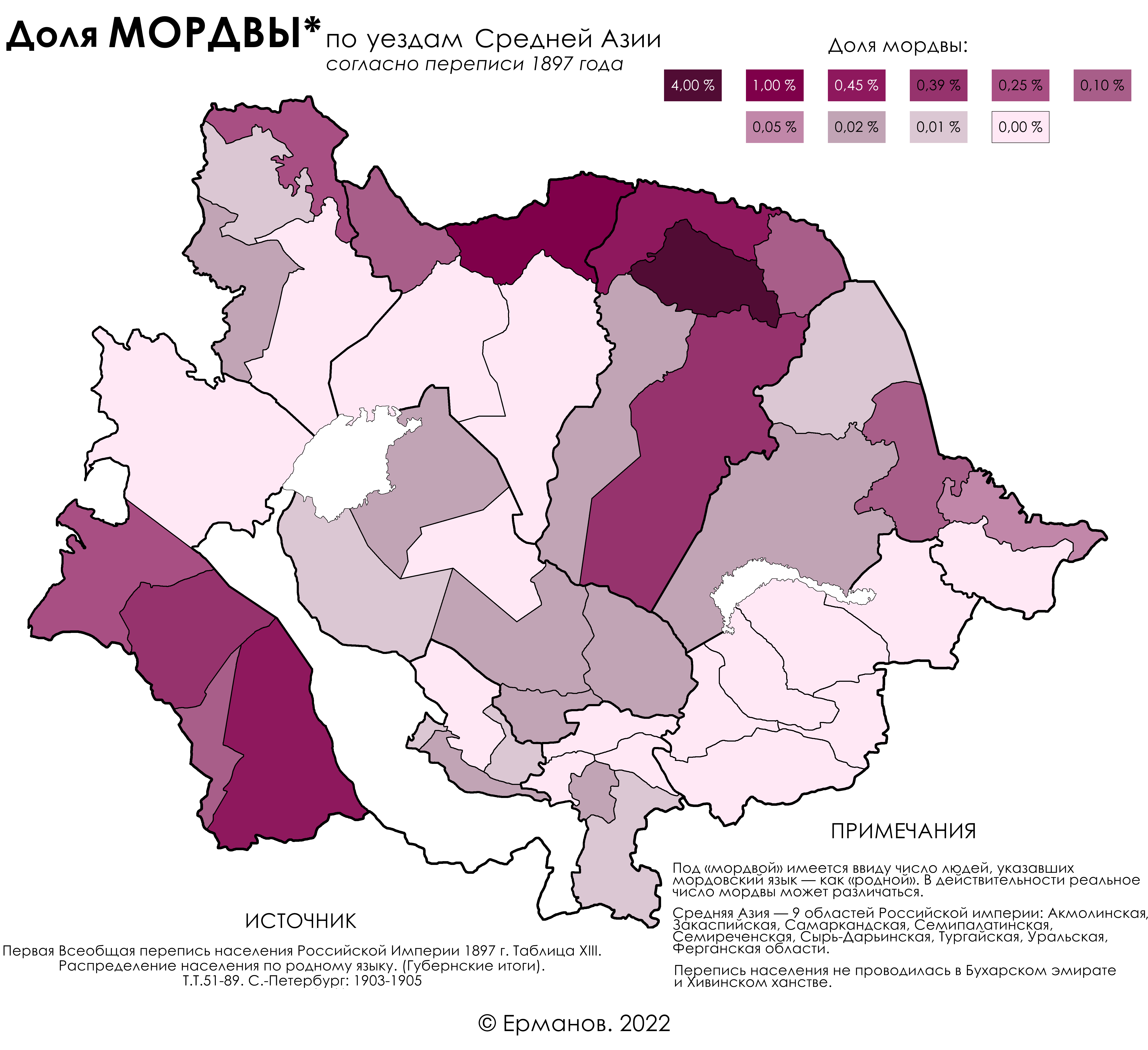
Удельный вес мордвы по уездам Средней Азии согласно переписи 1897 года.
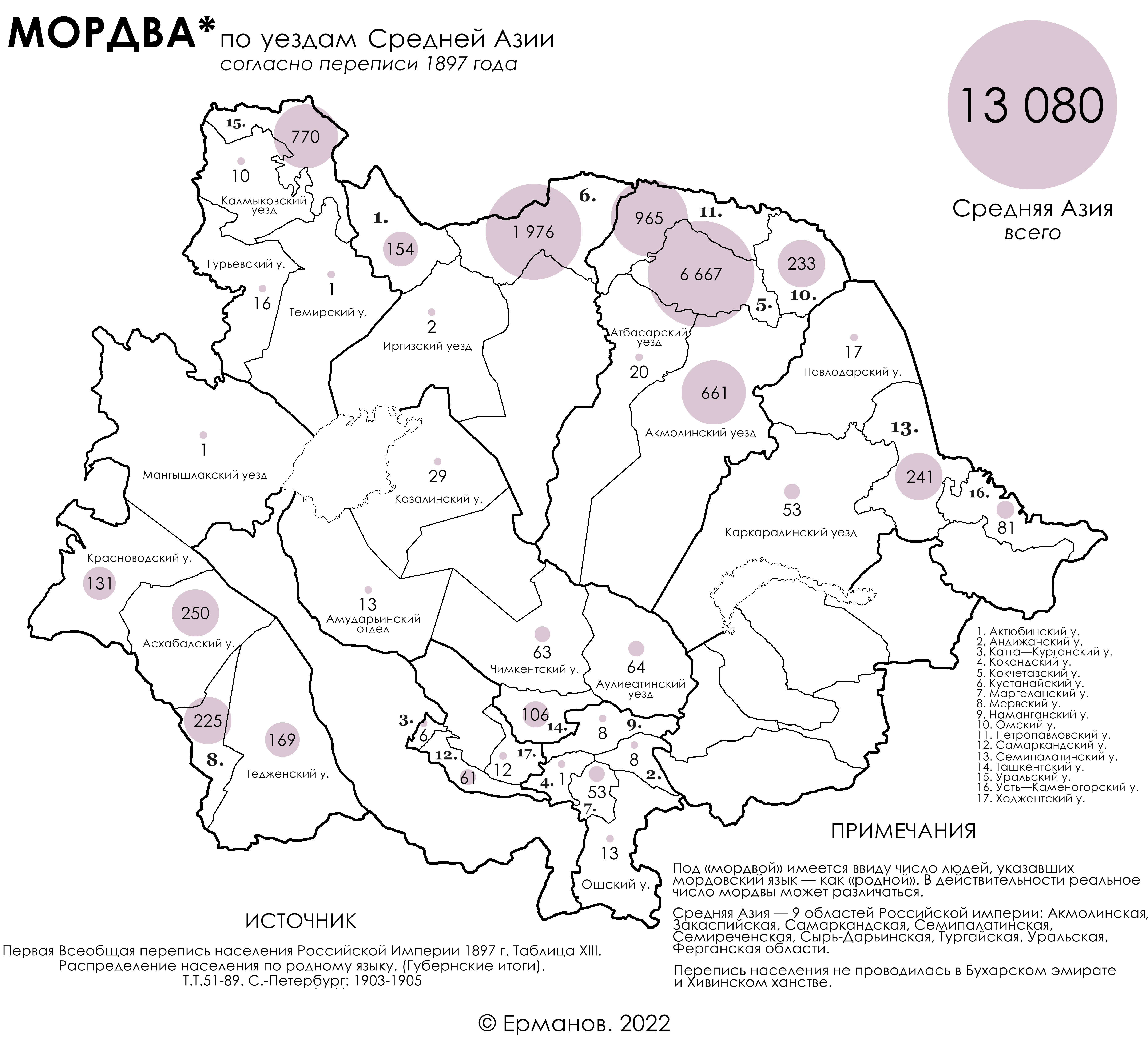
Численность мордвы по уездам Средней Азии согласно переписи 1897 года.

Массово мордва впервые появилась на территории Северного Казахстана во второй половине XIX века — это нынешние Айыртауский район Северо-Казахстанской области, и Бурабайский район Акмолинской области, где она вплоть до 20-х годов XX века сохраняла большинство в расселении мордвы в Казахстане: согласно переписи 1897 года, из 12 024 мордвы, — 8 546 чел. или 71,07 % населяли Акмолинскую область, а по переписи 1926 года, в Акмолинской губернии — 62,69 %. С 30-х годов, она массово проникает в центральные и южные регионы Казахстана: по переписи 1939 года мордва города Алма-Ата и Алматинской, Джамбульской, Кзыл-Ординской, Южно-Казахстанской областей с численностью в 8 701 человек — составляли 34,35 % населения мордвы Казахстана. При этом, 40,14 % из них приходилось на Южно-Казахстанскую область, которая опережала даже Карагандинскую область, уступая лишь Восточно-Казахстанской области по численности мордвы.
С 1959 года формируется крупная мордовская община на территории Карагандинской области, пик которой достигается в 1970 году — 7 906 человек; при этом её численность в области в нынешнее время остаётся всё ещё весьма ощутимой. В целом, согласно переписи 1959 года, из 14 областей, в 5 областях численность мордвы превышала тысячи человек, в 3-х — 2 тыс., в 1 — больше 5 тыс. По переписи 1970 года — в 11 областях численность мордвы превышала больше тысячи человек, в 1979 году — в 11, в 1989 году — в 10. В 1999 году таковых осталось всего 6 областей, а в 2009 году вовсе 2 области.
Распределение в 2009 году выглядит следующим образом: Северный Казахстан — 3 850 (48,05 %) (г. Астана — 183 (0,06 %; 4,75 %); Акмолинская — 954 (0,13 %; 24,78 %); Костанайская — 1 511 (0,17 %; 39,25 %); Павлодарская — 659 (0,09 %; 17,12 %); Северо-Казахстанская области — 543 (0,09 %;14,10 %)); Центральный Казахстан — 2 235 (27,89 %) (Карагандинская область — 2 235 (0,17 %; 100,00 %)); Западный Казахстан — 882 (11,01 %) (Актюбинская — 233 (0,03 %; 26,42 %); Атырауская — 17 (0,00 %; 1,93 %); Западно-Казахстанская — 588 (0,10 %; 66,67 %); Мангистауская области — 44 (0,01 %; 4,99 %)); Южный Казахстан — 801 (10,00 %) (г. Алматы — 246 (0,02 %; 30,71 %); Алматинская — 182 (0,01 %; 22,72 %); Жамбылская — 89 (0,01 %; 11,11 %); Кызылординская — 45 (0,01 %; 5,62 %); Туркестанская — 293 (0,01 %; 29,84 %)); Восточный Казахстан — 245 (3,06 %) (Восточно-Казахстанская область — 245 (0,02 %; 100,00 %)).
| Акмолинская область            | 425 300   | 2 867  | 0,67 % | 759 405   | 2 607  | 0,34 % | 959 729    | 3 698  | 0,39 % | 994 932    | 2 833  | 0,28 % | 1 064 406  | 2 705  | 0,25 % | 836 271    | 1 662  | 0,20 % | 737 495    | 954   | 0,13 % |
| Актюбинская область            | 339 069   | 828    | 0,24 % | 401 049   | 648    | 0,16 % | 550 582    | 1 098  | 0,20 % | 630 383    | 1 110  | 0,18 % | 732 653    | 1 103  | 0,15 % | 682 558    | 581    | 0,09 % | 757 768    | 233   | 0,03 % |
| Алматинская область            | 533 748   | 1 650  | 0,31 % | 946 144   | 1 956  | 0,21 % | 1 272 492  | 1 781  | 0,14 % | 1 453 401  | 1 663  | 0,11 % | 1 642 917  | 1 503  | 0,09 % | 1 558 534  | 587    | 0,04 % | 1 807 894  | 182   | 0,01 % |
| Атырауская область             | 234 719   | 240    | 0,10 % | 253 669   | 198    | 0,08 % | 340 343    | 386    | 0,11 % | 373 706    | 223    | 0,06 % | 424 708    | 155    | 0,04 % | 440 286    | 43     | 0,01 % | 510 377    | 17    | 0,00 % |
| Восточно-Казахстанская область | 916 866   | 3 888  | 0,42 % | 1 255 153 | 1 988  | 0,16 % | 1 563 874  | 1 984  | 0,13 % | 1 657 403  | 1 497  | 0,09 % | 1 767 225  | 1 420  | 0,08 % | 1 531 024  | 658    | 0,04 % | 1 396 593  | 245   | 0,02 % |
| Жамбылская область             | 321 650   | 833    | 0,26 % | 561 546   | 936    | 0,17 % | 792 321    | 1 128  | 0,14 % | 929 983    | 1 114  | 0,12 % | 1 038 667  | 992    | 0,10 % | 988 840    | 347    | 0,04 % | 1 022 129  | 89    | 0,01 % |
| Западно-Казахстанская область  | 395 625   | 700    | 0,18 % | 381 181   | 1 181  | 0,31 % | 513 077    | 2 167  | 0,42 % | 585 501    | 2 082  | 0,36 % | 629 494    | 1 883  | 0,30 % | 616 800    | 1 090  | 0,18 % | 598 880    | 588   | 0,10 % |
| Карагандинская область         | 418 316   | 3 334  | 0,80 % | 1 018 661 | 5 010  | 0,49 % | 1 560 468  | 7 906  | 0,51 % | 1 713 208  | 7 411  | 0,43 % | 1 745 448  | 6 665  | 0,38 % | 1 410 218  | 4 097  | 0,29 % | 1 341 700  | 2 235 | 0,17 % |
| Костанайская область           | 367 852   | 1 179  | 0,32 % | 710 690   | 2 830  | 0,40 % | 985 571    | 4 363  | 0,44 % | 1 089 068  | 4 353  | 0,40 % | 1 223 844  | 4 433  | 0,36 % | 1 017 729  | 2 852  | 0,28 % | 885 570    | 1 511 | 0,17 % |
| Кызылординская область         | 328 067   | 973    | 0,30 % | 327 323   | 713    | 0,22 % | 494 352    | 802    | 0,16 % | 562 191    | 556    | 0,10 % | 574 464    | 278    | 0,05 % | 596 215    | 101    | 0,02 % | 678 794    | 45    | 0,01 % |
| Мангистауская область          | 33 385    | 28     | 0,08 % | 34 134    | 19     | 0,04 % | 159 234    | 321    | 0,20 % | 248 842    | 373    | 0,15 % | 324 243    | 429    | 0,13 % | 314 669    | 112    | 0,04 % | 485 392    | 44    | 0,01 % |
| Павлодарская область           | 251 257   | 1 143  | 0,45 % | 455 013   | 1 226  | 0,27 % | 697 947    | 2 067  | 0,30 % | 807 224    | 1 996  | 0,25 % | 942 313    | 1 951  | 0,21 % | 806 983    | 1 304  | 0,16 % | 742 475    | 659   | 0,09 % |
| Северо-Казахстанская область   | 541 527   | 2 360  | 0,44 % | 725 752   | 1 631  | 0,20 % | 874 986    | 1 874  | 0,21 % | 884 345    | 1 874  | 0,21 % | 912 065    | 1 585  | 0,17 % | 725 980    | 1 025  | 0,14 % | 596 535    | 543   | 0,09 % |
| Туркестанская область          | 745 542   | 3 493  | 0,47 % | 921 370   | 2 663  | 0,29 % | 1 289 088  | 2 662  | 0,21 % | 1 568 985  | 2 273  | 0,14 % | 1 823 528  | 2 019  | 0,11 % | 1 978 339  | 672    | 0,03 % | 2 469 357  | 239   | 0,01 % |
| г. Астана                      | 33 209    | 96     | 0,29 % | 102 276   | 350    | 0,34 % | 181 322    | 327    | 0,18 % | 232 322    | 373    | 0,16 % | 281 252    | 459    | 0,16 % | 319 324    | 260    | 0,08 % | 613 006    | 183   | 0,06 % |
| г. Алматы                      | 264 970   | 1 752  | 0,66 % | 456 481   | 1 543  | 0,34 % | 777 569    | 1 807  | 0,23 % | 956 817    | 1 693  | 0,18 % | 1 071 927  | 1 582  | 0,15 % | 1 129 356  | 756    | 0,07 % | 1 365 632  | 246   | 0,02 % |
| Республика Казахстан           | 6 151 102 | 25 334 | 0,41 % | 9 309 847 | 25 499 | 0,27 % | 12 848 573 | 34 129 | 0,27 % | 14 684 283 | 31 424 | 0,21 % | 16 464 464 | 30 036 | 0,18 % | 14 953 126 | 16 145 | 0,11 % | 16 009 597 | 8 013 | 0,05 % |

Расселение мордвы по административным единицам 2-го уровня
| Расселение мордвы по административным единицам 2-го уровня | Расселение мордвы по административным единицам 2-го уровня | Расселение мордвы по административным единицам 2-го уровня | Расселение мордвы по административным единицам 2-го уровня | Расселение мордвы по административным единицам 2-го уровня | Расселение мордвы по административным единицам 2-го уровня | Расселение мордвы по административным единицам 2-го уровня |
| адм.-тер. единицы 2-го уровня                              | область, город                                             | всё население                                              | численность мордвы                                         | %                                                          | %                                                          | %                                                          |
| ---------------------------------------------------------- | ---------------------------------------------------------- | ---------------------------------------------------------- | ---------------------------------------------------------- | ---------------------------------------------------------- | ---------------------------------------------------------- | ---------------------------------------------------------- |
| Г. А. Караганда                                            | Карагандинская                                             | 460 039                                                    | 773                                                        | 0,17 %                                                     | 34,59 %                                                    | 9,65 %                                                     |
| Г. А. Темиртау                                             | Карагандинская                                             | 176 496                                                    | 410                                                        | 0,23 %                                                     | 18,34 %                                                    | 5,12 %                                                     |
| Г. А. Костанай                                             | Костанайская                                               | 214 961                                                    | 336                                                        | 0,16 %                                                     | 22,24 %                                                    | 4,19 %                                                     |
| Г. А. Шахтинск                                             | Карагандинская                                             | 56 001                                                     | 251                                                        | 0,45 %                                                     | 11,23 %                                                    | 3,13 %                                                     |
| Г. А. Уральск                                              | Западно-Казахстанская                                      | 247 236                                                    | 222                                                        | 0,09 %                                                     | 37,76 %                                                    | 2,77 %                                                     |
| Бурлинский район                                           | Западно-Казахстанская                                      | 53 235                                                     | 214                                                        | 0,14 %                                                     | 36,39 %                                                    | 2,67 %                                                     |
| Г. А. Рудный                                               | Костанайская                                               | 122 980                                                    | 212                                                        | 0,17 %                                                     | 14,03 %                                                    | 2,65 %                                                     |
| Г. А. Павлодар                                             | Павлодарская                                               | 336 810                                                    | 206                                                        | 0,06 %                                                     | 31,26 %                                                    | 2,57 %                                                     |
| Г. А. Экибастуз                                            | Павлодарская                                               | 142 511                                                    | 175                                                        | 0,12 %                                                     | 26,56 %                                                    | 2,18 %                                                     |
| Г. А. Шымкент                                              | Южно-Казахстанская                                         | 603 499                                                    | 154                                                        | 0,03 %                                                     | 64,44 %                                                    | 1,92 %                                                     |
| Г. А. Кокшетау                                             | Акмолинская                                                | 147 295                                                    | 134                                                        | 0,09 %                                                     | 14,05 %                                                    | 1,67 %                                                     |
| Осакаровский район                                         | Карагандинская                                             | 35 221                                                     | 134                                                        | 0,38 %                                                     | 6,00 %                                                     | 1,67 %                                                     |
| Габита Мусрепова                                           | Северо-Казахстанская                                       | 45 538                                                     | 130                                                        | 0,29 %                                                     | 23,94 %                                                    | 1,62 %                                                     |
| Фёдоровский район                                          | Костанайская                                               | 28 348                                                     | 130                                                        | 0,46 %                                                     | 8,60 %                                                     | 1,62 %                                                     |
| Костанайский район                                         | Костанайская                                               | 67 512                                                     | 128                                                        | 0,19 %                                                     | 8,47 %                                                     | 1,60 %                                                     |
| Абайский район                                             | Карагандинская                                             | 53 214                                                     | 125                                                        | 0,23 %                                                     | 5,59 %                                                     | 1,56 %                                                     |
| Г. А. Актобе                                               | Актюбинская                                                | 391 669                                                    | 124                                                        | 0,03 %                                                     | 53,22 %                                                    | 1,55 %                                                     |
| Г. А. Петропавловск                                        | Северо-Казахстанская                                       | 202 454                                                    | 119                                                        | 0,06 %                                                     | 21,92 %                                                    | 1,49 %                                                     |
| Енбекшильдерский район                                     | Акмолинская                                                | 17 930                                                     | 118                                                        | 0,66 %                                                     | 12,37 %                                                    | 1,47 %                                                     |
| Г. А. Сатпаев                                              | Карагандинская                                             | 68 536                                                     | 109                                                        | 0,16 %                                                     | 4,88 %                                                     | 1,36 %                                                     |
| Г. А. Аксу                                                 | Павлодарская                                               | 67 665                                                     | 107                                                        | 0,16 %                                                     | 16,24 %                                                    | 1,34 %                                                     |
| Г. А. Сарань                                               | Карагандинская                                             | 50 310                                                     | 107                                                        | 0,21 %                                                     | 4,79 %                                                     | 1,34 %                                                     |
| Алматинский район                                          | Г. А. Астана                                               | 300 126                                                    | 102                                                        | 0,03 %                                                     | 55,74 %                                                    | 1,27 %                                                     |
| Г. А. Степногорск                                          | Акмолинская                                                | 65 991                                                     | 100                                                        | 0,15 %                                                     | 10,48 %                                                    | 1,25 %                                                     |

### Городское население
В 1897 году, мордва являлась довольно «аграрным этносом». Так, на территории Казахстана всего имелись 1 474 мордвин-горожан. Это 12,26 % от общей её численности в Казахстане. 47,56 % из 1 474 человек, — приходилась на Тургайскую область: мордва составляла 4,03 % населения Кустаная, 4,47 % населения Актюбинска. 412 мордвин-горожан (27,95 %) приходилась на Акмолинскую область: мордва составляла 2,30 % населения Акмолинска, 0,66 % населения Атбасара, 1,33 % населения Кокчетава.
В 1926 году, в городах Казакской АССР (без учёта Кара-Калпакской АО) было зафиксировано 1 268 мордвы — 4,66 % населения от её общей численности в Казахстане. По сравнению с 1897 годом, её численность уменьшилась на 206 человек. При этом, 31,23 % приходилась на Акмолинскую губернию, 25,71 % — на Семипалатинскую, 13,01 % — на Сыр-Дарьинскую, 10,57 % — на Джетысуйскую, 9,94 % — на Кустанайский округ, 7,10 % — на Актюбинскую, 2,44 % — на Уральскую губерний.
В 1939 году, в городах Казахской ССР жило уже 9 100 мордвы. В 1959 году — 13 757, в 1970 — 20 575, в 1979 — 20 095, в 1989 — 20 915. Тем самым, рост между периодами 1926—1989 годов, составил — 19 647 человек. Процент урбанизации у мордвы в основном ровнялся 60—70 %.
С провозглашения независимости отмечается значительный численный спад мордвы в общем, однако, процент урбанизации, условно, сохраняется в тех же рамках: в 1999 году, из 16 147 мордвин, в городах жило 10 879 человек, или 67,37 % от её общей численности; в 2009 году, из 8 013 мордвин, в городах всего — 4 835 (60,34 %).
| Динамика численности городского населения мордвы по переписям | Динамика численности городского населения мордвы по переписям | Динамика численности городского населения мордвы по переписям | Динамика численности городского населения мордвы по переписям | Динамика численности городского населения мордвы по переписям | Динамика численности городского населения мордвы по переписям | Динамика численности городского населения мордвы по переписям | Динамика численности городского населения мордвы по переписям |
| год                                                           | общая численность                                             | %                                                             | численность мордвы                                            | %                                                             | %                                                             | прирост/убыль                                                 | в %                                                           |
| ------------------------------------------------------------- | ------------------------------------------------------------- | ------------------------------------------------------------- | ------------------------------------------------------------- | ------------------------------------------------------------- | ------------------------------------------------------------- | ------------------------------------------------------------- | ------------------------------------------------------------- |
| 1897                                                          | 314 933                                                       | 7,81 %                                                        | 1 474                                                         | 0,47 %                                                        | 12,26 %                                                       | —                                                             | —                                                             |
| 1926                                                          | 520 510                                                       | 8,40 %                                                        | 1 268                                                         | 0,24 %                                                        | 4,66 %                                                        | -206                                                          | 13,98 %                                                       |
| 1939                                                          | 1 710 027                                                     | 27,80 %                                                       | 9 100                                                         | 0,53 %                                                        | 35,92 %                                                       | 7 832                                                         | 617,67 %                                                      |
| 1959                                                          | 4 067 224                                                     | 43,69 %                                                       | 13 757                                                        | 0,34 %                                                        | 53,95 %                                                       | 4 657                                                         | 51,18 %                                                       |
| 1970                                                          | 6 498 242                                                     | 50,58 %                                                       | 20 575                                                        | 0,32 %                                                        | 60,17 %                                                       | 6 818                                                         | 49,56 %                                                       |
| 1979                                                          | 7 855 220                                                     | 53,49 %                                                       | 20 095                                                        | 0,26 %                                                        | 63,95 %                                                       | -480                                                          | 2,33 %                                                        |
| 1989                                                          | 9 402 582                                                     | 57,11 %                                                       | 20 915                                                        | 0,22 %                                                        | 69,63 %                                                       | 820                                                           | 4,08 %                                                        |
| 1999                                                          | 8 377 303                                                     | 56,02 %                                                       | 10 879                                                        | 0,13 %                                                        | 67,37 %                                                       | -10 036                                                       | 47,98 %                                                       |
| 2009                                                          | 8 662 432                                                     | 54,11 %                                                       | 4 835                                                         | 0,06 %                                                        | 60,34 %                                                       | -6 044                                                        | 55,56 %                                                       |

### Гендерный состав
В 1897 году, из 12 024 мордвы, — 6 153 мужчин (51,17 %) и 5 871 женщин (48,83 %). В 1926 году, собственно, 13 482 мужчин (49,50 %) и 13 755 женщин (50,50 %); в 1939 — 13 895 (54,85 %), 11 439 (45,15 %); в 1959 — 11 863 (46,61 %), 13 636 (53,58 %); в 1970 — 16 102 (47,18 %), 18 027 (52,82 %); в 1979 — 14 466 (46,03 %), 16 958 (53,97 %); в 1989 — 13 642 (45,42 %), 16 394 (54,58 %); в 1999 — 7 229 (44,77 %), 8 918 (55,23 %); в 2009 — 3 688 (46,03 %), 4 325 (53,97 %).
| год  | численность мордвы | из них | из них  | из них | из них  |
| год  | численность мордвы | муж.   | %       | жен.   | %       |
| ---- | ------------------ | ------ | ------- | ------ | ------- |
| 1897 | 12 024             | 6 153  | 51,17 % | 5 871  | 48,83 % |
| 1926 | 27 237             | 13 482 | 49,50 % | 13 755 | 50,50 % |
| 1939 | 25 334             | 13 895 | 54,85 % | 11 439 | 45,15 % |
| 1959 | 25 499             | 11 863 | 46,61 % | 13 636 | 53,85 % |
| 1970 | 34 129             | 16 102 | 47,18 % | 18 027 | 52,85 % |
| 1979 | 31 424             | 14 466 | 46,03 % | 16 958 | 53,97 % |
| 1989 | 30 036             | 13 642 | 45,42 % | 16 394 | 54,58 % |
| 1999 | 16 145             | 7 229  | 44,78 % | 8 916  | 55,22 % |
| 2009 | 8 013              | 3 688  | 46,03 % | 4 325  | 53,94 % |

### Половозрастная структура
В 1999 году, из 16 147 мордвы, — 7 229 мужчины (44,77 %), 8 918 женщины (55,23 %). Распределение по полам и возрастам: в возрасте 0—9 лет — 871 (5,39 %; 430 мужчин (49,37 %), 441 женщин (50,63 %)); 10—19 — 1 389 (8,60 %; 759 (54,64 %), 630 (46,36 %)); 20—29 — 1 402 (8,68 %; 771 (54,99 %), 631 (45,01 %)); 30—39 — 2 216 (13,72 %; 1 153 (52,03 %), 1 063 (47,97 %)); 40—49 — 2 800 (17,34 %; 1 308 (46,71 %), 1 492 (53,29 %)); 50—59 — 2 511 (15,55 %; 1 079 (42,97 %), 1 432 (57,03 %)); 60—69 — 2 954 (18,29 %; 1 213 (41,06 %), 1 741 (59,94 %)); 70 лет и старше — 2 004 (12,41 %; 516 (25,75 %), 1 488 (75,25 %)).
В 2009 году, из 8 013 мордвы, — 3 688 мужчины (46,03 %), 4 325 женщины (53,97 %). Распределение по полам и возрастам: в возрасте 0—9 лет — 420 (5,24 %; 237 мужчин (56,43 %), 183 женщин (43,57 %)); 10—19 — 501 (6,25 %; 263 (52,50 %), 238 (47,50 %)); 20—29 — 825 (10,30 %; 470 (56,97 %), 355 (43,03 %)); 30—39 — 865 (10,79 %; 514 (59,42 %), 351 (40,58 %)); 40—49 — 1 235 (15,41 %; 616 (49,88 %), 619 (50,12 %)); 50—59 — 1 504 (18,77 %; 673 (44,75 %), 831 (55,25 %)); 60—69 — 1 231 (15,36 %; 472 (38,34 %), 759 (61,66 %)); 70 лет и старше — 1 432 (17,87 %; 443 (30,94 %), 989 (69,06 %)).
| возраст | 1999   | 1999     | 1999        | 1999        | 1999        | 1999        | 1999        | 1999        | 2009  | 2009     | 2009        | 2009        | 2009        | 2009        | 2009        | 2009        |
| возраст | всего  | %        | в том числе | в том числе | в том числе | в том числе | в том числе | в том числе | всего | %        | в том числе | в том числе | в том числе | в том числе | в том числе | в том числе |
| возраст | всего  | %        | муж.        | %           | %           | жен.        | %           | %           | всего | %        | муж.        | %           | %           | жен.        | %           | %           |
| ------- | ------ | -------- | ----------- | ----------- | ----------- | ----------- | ----------- | ----------- | ----- | -------- | ----------- | ----------- | ----------- | ----------- | ----------- | ----------- |
| 0—9     | 871    | 5,39 %   | 430         | 49,37 %     | 5,95 %      | 441         | 50,63 %     | 4,95 %      | 420   | 5,24 %   | 237         | 56,43 %     | 6,43 %      | 183         | 43,57 %     | 4,23 %      |
| 10—19   | 1 389  | 8,60 %   | 759         | 54,64 %     | 10,50 %     | 630         | 46,36 %     | 7,06 %      | 501   | 6,25 %   | 263         | 52,50 %     | 7,13 %      | 238         | 47,50 %     | 5,50 %      |
| 20—29   | 1 402  | 8,68 %   | 771         | 54,99 %     | 10,67 %     | 631         | 45,01 %     | 7,08 %      | 825   | 10,30 %  | 470         | 56,97 %     | 12,74 %     | 355         | 43,03 %     | 8,21 %      |
| 30—39   | 2 216  | 13,72 %  | 1 153       | 52,03 %     | 15,95 %     | 1 063       | 47,97 %     | 12,93 %     | 865   | 10,79 %  | 514         | 59,42 %     | 13,94 %     | 351         | 40,58 %     | 8,12 %      |
| 40—49   | 2 800  | 17,34 %  | 1 308       | 46,71 %     | 18,09 %     | 1 492       | 53,29 %     | 16,73 %     | 1 235 | 15,41 %  | 616         | 49,88 %     | 16,70 %     | 619         | 50,12%      | 14,31 %     |
| 50—59   | 2 511  | 15,55 %  | 1 079       | 42,97 %     | 14,93 %     | 1 432       | 57,03 %     | 16,06 %     | 1 504 | 18,77 %  | 673         | 44,75 %     | 18,25 %     | 831         | 55,25 %     | 19,21 %     |
| 60—69   | 2 954  | 18,29 %  | 1 213       | 41,06 %     | 16,78 %     | 1 741       | 59,94 %     | 19,52 %     | 1 231 | 15,36 %  | 472         | 38,84 %     | 12,80 %     | 759         | 61,66 %     | 17,55 %     |
| 70+     | 2 004  | 12,41 %  | 516         | 25,75 %     | 7,14 %      | 1 488       | 75,25 %     | 16,69 %     | 1 432 | 17,87 %  | 443         | 30,94 %     | 12,01 %     | 989         | 69,06 %     | 22,87 %     |
| все     | 16 147 | 100,00 % | 7 229       | 44,77 %     | 100,00 %    | 8 918       | 55,23 %     | 100,00 %    | 8 013 | 100,00 % | 3 688       | 46,03 %     | 100,00 %    | 4 325       | 53,97 %     | 100,00 %    |

### Религия
Данные по поводу религиозности мордвы имеются в переписи 1897 года. Так, из 12 024 мордвы, были православными — 11 707 (97,36 %) человек. В Акмолинской области имелись мордва-старообрядцы.
| Религия мордвы          | Религия мордвы | Религия мордвы | Религия мордвы | Религия мордвы | Религия мордвы | Религия мордвы | Религия мордвы |
| адм.-тер. единицы       | всё население  | мордва         | в том числе    | в том числе    | в том числе    | в том числе    | прим.          |
| адм.-тер. единицы       | всё население  | мордва         | православные   | %              | другие         | %              | прим.          |
| ----------------------- | -------------- | -------------- | -------------- | -------------- | -------------- | -------------- | -------------- |
| Акмолинская область     | 682 608        | 8 546          | 8 280          | 96,89 %        | 266            | 3,11 %         | [ Л 34 ]       |
| Семипалатинская область | 684 590        | 392            | 392            | 100,00 %       | 0              | 0,00 %         | [ Л 35 ]       |
| Семиреченская область   | 663 769        | 0              | 0              | 0,00 %         | 0              | 0,00 %         | [ Л 36 ]       |
| Сырдарьинская область   | 835 432        | 156            | 156            | 100,00 %       | 0              | 0,00 %         | [ Л 37 ]       |
| Тургайская область      | 453 416        | 2 132          | 2 126          | 99,72 %        | 6              | 0,28 %         | [ Л 38 ]       |
| Уральская область       | 645 121        | 797            | 752            | 94,35 %        | 45             | 5,65 %         | [ Л 39 ]       |
| Мангышлакский уезд      | 68 555         | 1              | 1              | 100,00 %       | 0              | 0,00 %         | [ Л 40 ]       |
| Всего                   | 4 033 491      | 12 024         | 11 707         | 97,36 %        | 317            | 2,04 %         |                |

### Языковая ситуация
В 1999 году, из 16 147 человек мордовской национальности, — 10 958 человек (67,68 %) владели одним языком, 5 189 (32,14 %) — двумя и более языками. Языком своей национальности владели 3 554 мордвин (22,01 %), казахским владели — 1 987 (12,31 %), русским — 16 060 (99,46 %), английским — 37 (0,23 %), немецким — 28 (0,17 %).

### Занятость
В 1999 году, из 16 147 человек мордовской национальности, — 4 961 человек или 30,72 % было занятым. Это составляло 0,12 % от общего числа занятых в Республике Казахстан. Среди занятых — 2 833 мужчины (57,11 %), 2 128 женщин (42,89 %). Из них: руководители (представители) органов власти и управления всех уровней, включая руководителей организаций — 377 (7,60 %); специалисты высшего уровня квалификации — 350 (7,06 %); специалисты среднего уровня квалификации — 574 (11,57 %); служащие, занятые подготовкой информации, оформлением документации, учетом и обслуживанием — 108 (2,18 %); работники сферы обслуживания, жилищно-коммунального хозяйства, торговли и родственных видов деятельности — 376 (7,58 %); квалифицированные работники сельского, лесного, охотничьего хозяйств, рыбоводства и рыболовства — 439 (8,85 %); квалифицированные рабочие крупных и мелких промышленных организаций, художественных промыслов, строительства, транспорта, связи, геологии и разведки недр — 1 005 (20,26 %); операторы, аппаратчики, машинисты установок и машин и слесари-сборщики — 1 147 (23,12 %); неквалифицированные рабочие — 547 (11,03 %).

## Известные мордвины Казахстана
- Бойнов, Григорий Андреевич (7 февраля 1902 — 1985) — первый секретарь Теректинского райкома Компартии Казахстана, Западно-Казахстанская область Казахской ССР[26];
- Гулькин, Иван Тихонович (23 июня 1923 — 4 марта 1945) — Гвардии капитан Рабоче-крестьянской Красной Армии, участник Великой Отечественной войны, Герой Советского Союза (1944), член ВКП (б) с 1943 года[62];
- Данчев, Фёдор Тихонович (16 февраля 1915 — 27 ноября 1975) — старшина, разведчик 1080-го стрелкового полка 310-я стрелковая дивизии, участник Великой Отечественной войны, полный кавалер Ордена Славы. Член КПСС с 1942[63];
- Есин, Герман Фёдорович (22 ноября 1928 — 22 сентября 1992) — бригадир комплексной бригады Павлодарского строительно-монтажного управления №1901 треста «Павлодарсельстрой» №19 Министерства сельского строительства Казахской ССР[27];
- Николашина, Ольга Леонидовна (род. 1966) — Заместитель председателя АНК Павлодарской области, председатель «Финно-угорского этнокультурного центра Павлодарской области»[38][64].
- Орлов, Александр Семёнович (1885—1956) — директор хлопкового совхоза «Пахта-Арал» Министерства совхозов СССР, Ильичёвский район Южно-Казахстанской области Казахской ССР[28];
- Орлов, Фёдор Александрович (1908—?) — управляющий отделением хлопкосовхоза «Пахта-Арал» Ильичёвского района Южно-Казахстанской области Казахской ССР[29].